# Asiacardiochiles lygropiae
Asiacardiochiles lygropiae is een insect dat behoort tot de orde vliesvleugeligen (Hymenoptera) en de familie van de schildwespen (Braconidae). De wetenschappelijke naam van de soort werd voor het eerst geldig gepubliceerd door Ahmad & Shujauddin in 2004.